# Kurt Wagner (Jurist)
Kurt Wagner (* 8. August 1885 in Arnstadt; † 26. Oktober 1962 in Bad Kösen) war ein deutscher Jurist und Politiker.

## Leben
Als Sohn eines Oberlehrers geboren, studierte Wagner nach dem Besuch des Fürstlichen Gymnasiums in Arnstadt Rechtswissenschaften in Heidelberg, Leipzig und Göttingen. Während seines Studiums wurde er 1904 Mitglied der Burschenschaft Allemannia Heidelberg. Nach Examen und Referendariat wurde er 1912 Gerichtsassessor, war bis 1913 im Ministerium in Sondershausen und bis 1914 als Gerichtsassessor und Landrat in Gehren eingesetzt. Von 1914 bis 1919 war er als Regierungsassessor und Landrat tätig. Von 1919 bis 1922 war er Landrat in Gehren, dann bis 1923 Regierungsrat und Vortragender Rat im Thüringischen Innenministerium in Weimar. Von 1923 an war er als Oberregierungsrat tätig, bevor er 1930 als Landrat das Landratsamt Altenburg übernahm. In Weimar entwarf er 1926 unter anderem die Landesverwaltungsordnung für das neue Land Thüringen, für die er auch einen Kommentar anfertigte. 1933 trat er der NSDAP bei (Mitgliedsnummer 3.022.071). 1934 wurde er Mitglied im Bund Nationalsozialistischer Deutscher Juristen bzw. im NS-Rechtswahrerbund sowie in der NS-Volkswohlfahrt. 1945 wurde er von den Amerikanern entlassen.

## Ehrungen
- Fürstlich Schwarzburgisches Ehrenkreuz, 3. Klasse mit Eichenbruch
- 1914/15: Preußisches Verdienstkreuz für Kriegshilfe
- Eisernes Kreuz II am weiß-schwarzen Bande
- Ehrenkreuz des Thüringer Feuerwehrverbandes